# Playing for Change
Playing for Change es un proyecto musical multimedia y también una asociación caritativa, ambos creados por iniciativa de Mark Johnson en los años 2002 y 2007, respectivamente, con el objetivo de reunir, grabar y filmar músicos de diferentes culturas.

## Historia
En marzo del 2005, el ingeniero de sonido y productor estadounidense Mark Johnson filmó y grabó al guitarrista y cantante estadounidense Roger Ridley en las calles de Santa Mónica, California, cantando la canción Stand by Me. Fue entonces cuando decidió añadir otros músicos a esta misma canción: viajó a Barcelona, donde grabó, entre otros, a Clarence Bekker, y luego a Sudáfrica, a la India, a Nepal, a Oriente Próximo y a Irlanda, donde añadiría a muchos otros intérpretes de Venezuela, Francia, Rusia, México, etcétera, tanto a la grabación de la misma canción como a la grabación de otras canciones. Hasta marzo del2025, el vídeo de Stand by Me ha sido visto más de 220 millones de veces en Internet. 
"Conectando todo el planeta a través de la música. Como metáfora de esta unión, en sus canciones participan músicos de todo el planeta que graban su parte in situ escuchando lo que han hecho los otros a través de los auriculares".
En el 2011, la Playing For Change Foundation estableció un día anual, el Playing For Change Day. El objetivo del día Playing For Change es "unir a una comunidad global mediante el poder de la música para para promover un cambio social positivo". El día PFC se celebra el sábado más próximo al Día Internacional de la Paz, el 21 de septiembre. En 2012, el día PFC consistió en más de 330 eventos en 52 países y contribuyó a recoger más de 150,000 $ para la Playing For Change Foundation, y en 2014, el día PFC  consistió en más de 400 eventos en 60 países. El sexto día anual Playing for Change fue el 24 de septiembre de 2016.

## Fines y actuaciones
La Fundación Playing for Change se dedica a la construcción de escuelas de música en todo el planeta. En 2008 se creó la primera escuela de música (Ntonga Music School) en el barrio de Gugulethu, en las afueras de Ciudad del Cabo, en Sudáfrica. La Fundación ha creado tres escuelas y 12 programas educativos de música en 11 países:
- Imvula Music Program, Gugulethu, Sudáfrica
- Bizung school of Music and Dance, Tamale, Ghana
- Ecole de Musique de Kirina, Kirina, Mali
- Tintale Village Mothers Society, Nepal
- Udayapur Music Program, Nepal
- Mitrata Nepal village Music Program, Katmandú Nepal
- The Musica Music Institute, Katmandú Nepal
- Khlong Toey Music Program, Bangkok, Tailandia
- Star School Music and Sports Program, Masaka, Ruanda
- Cajuru Music Program, Curitiba, Brasil
- Mirpur Music Program, Daca, Bangladés
- Joudour Sahara Music Program, M'Hamid, Marruecos
- Playing For Change Patagonia, Patagonia, Argentina
- Baja Musical Arts Intensive, Tijuana, México
- PFC Diamante, Diamante, Argentina

## Intérpretes
Entre los más de ciento cincuenta (150) músicos que han participado en el proyecto están los siguientes:
| - CB Milton — miembro oficial - Grandpa Elliott — miembro oficial - Tula Ben Ari — miembro oficial - Titi Tsira — miembro oficial - Mermans Mosengo — miembro oficial - Jason Tamba — miembro oficial - Peter Bunetta — miembro oficial | - Lila Downs - Bono - David Broza - Manu Chao - Noel Schajris - Carlos Vives - Keb' Mo' | - Andrés Calamaro - Totó La Momposina - Niño Josele - Keith Richards - Tinariwen - Carlos Varela - Pepe Aguilar - Cristina Pato |

## Songs Around the World
El concepto "Songs Around the World" (en español "Canciones alrededor del mundo") incluye, entre otras interpretaciones, las siguientes:
- Stand by Me, de Ben E. King[4]
- One Love de Bob Marley[5]
- War/No More Trouble, de Bob Marley[6]
- Don't Worry, Be Happy, de Bobby McFerrin[7]
- Imagine de John Lennon
- Pata Pata de Miriam Makeba
- Gimme Shelter de The Rolling Stones
- Guantanamera de Julián Orbón/José Fernández Díaz
- La Bamba
- Chanda Mama, Ananda Giri/Enzo Buono[8]

## Discografía
| Año  | Título                                  | Artistas | Países | Certificaciones                                                                                | Ref          |
| ---- | --------------------------------------- | -------- | ------ | ---------------------------------------------------------------------------------------------- | ------------ |
| 2009 | Songs Around The World                  | 250      | 21     | - #1 en Billboard Global 200 - #8 AP Top Ten álbum del año - Certificación de Platino (Brasil) | [ 9 ] [ 10 ] |
| 2010 | Playing For Change Live                 |          |        |                                                                                                | [ 9 ] [ 10 ] |
| 2011 | PFC 2: Songs Around The World           | 150      | 25     | - #1 Debut en Billboard World Music Charts - Certificación de Platino (Brasil)                 | [ 9 ] [ 10 ] |
| 2014 | PFC 3: Songs Around The World           | 185      | 31     | - #1 Debut en los FNAC charts de Brasil                                                        | [ 9 ] [ 10 ] |
| 2018 | Playing For Change: Listen To The Music | 210      | 25     |                                                                                                | [ 9 ] [ 10 ] |